# Tiếng Maranao
Tiếng Maranao là một ngôn ngữ Nam Đảo được người Maranao ở các tỉnh Lanao del Norte và Lanao del Sur của Philippines